# Nélson (football, 1983)
Pour les articles homonymes, voir Nélson.
Nélson Augusto Tomar Marcos, communément appelé Nélson, est un footballeur international portugais né le 10 juin 1983 à Sal, Cap-Vert.

## Carrière

### Club

#### Formation

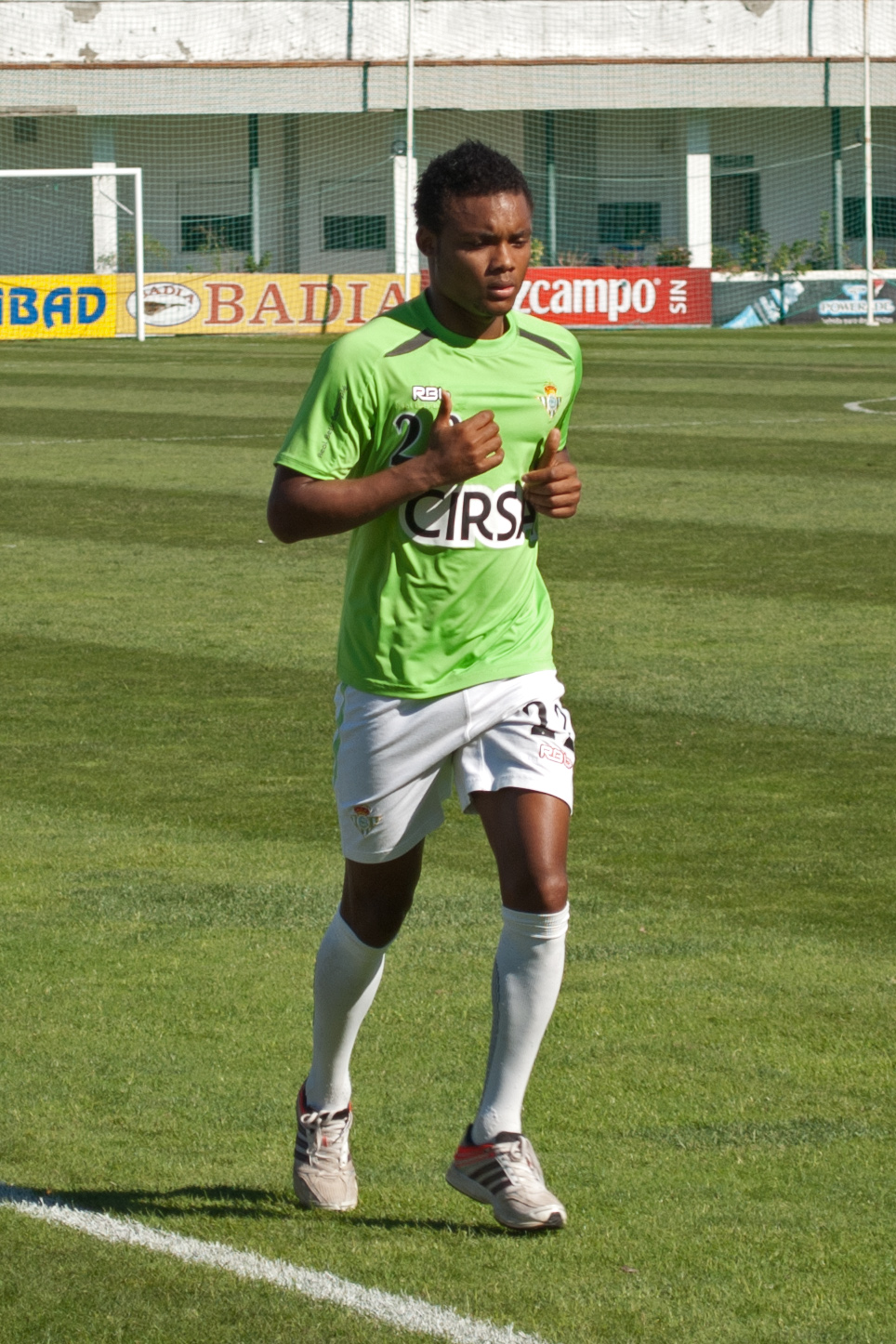
Nélson lors des entrainement de Bétis Séville

Formé au GD Palmeira, il fait ses débuts dans le football professionnel à 19 ans au Vilanovense FC. En une saison et seulement 32 matchs, il est repéré par le SC Salgueiros, qui l'engage pour la saison 2003-2004. La saison suivante il fait ses débuts en SuperLiga en jouant pour un autre club de Porto, le Boavista FC. Il fait une bonne saison (32 matchs) et participe à une demi-finale de Coupe du Portugal.

#### Benfica Lisbonne
Il rejoint le Benfica Lisbonne pour 1,5 million d'euros en 2005 et signe un contrat de 5 ans. Arrivé dans le plus grand annonymat à Lisbonne pour remplacer Miguel, parti au Valence FC, il réussit à gagner sa place et devient l'un des chouchou du public.
En parallèle, il obtient la nationalité portugaise.

#### Bétis Séville
En 2008, après avoir joué une centaine de matchs (toutes compétitions confondues) avec le Benfica Lisbonne, il est transféré pour environ 6 millions d'euros au Betis Séville pour 5 saisons.

#### US Palerme
Fin janvier 2013, il signe en faveur de l'US Palerme un contrat de deux ans et demie.

### Sélection Nationale

#### Portugal
En 2006, il est sélectionné avec l'équipe du Portugal espoirs pour disputer l'Euro espoir. Il y joue 3 matchs mais le Portugal est éliminé au 1er tour.
En 2009, il reçoit sa première sélection en équipe du Portugal.

## Palmarès
- Benfica Lisbonne
  - Vainqueur de la Supercoupe du Portugal : 2005